# درابر
درابر (يوتا) (بالإنجليزية: Draper, Utah)‏ هي مدينة تقع في الولايات المتحدة في يوتا. يقدر عدد سكانها بـ 44,103 نسمة ومساحتها 78.0 كم2 وترتفع عن سطح البحر 1,373 متر.

## التركيبة السكانية
حدّد مكتب تعداد الولايات المتحدة بيانات التركيبة السكانية لدرابر في تعداد الولايات المتحدة. في ما يلي، التركيبة السكانية حسب تعدادي 2000 و2010.

### تعداد عام 2000
بلغ عدد سكان درابر 25,220 نسمة بحسب تعداد عام 2000، وبلغ عدد الأسر 6,305 أسرة وعدد العائلات 5,426 عائلة مقيمة في المدينة. في حين سجلت الكثافة السكانية 325 نسمة لكل كيلومتر مربع (841.7/ميل2). وبلغ عدد الوحدات السكنية 6,588 وحدة بمتوسط كثافة قدره 84.9 لكل كيلومتر مربع (219.9/ميل2).
وتوزع التركيب العرقي للمدينة بنسبة 91.25% من البيض و1.52% من الأمريكيين الأفارقة و0.75% من الأمريكيين الأصليين و1.30% من الأمريكيين ذوي الأصول الآسيوية و0.36% من سكان جزر المحيط الهادئ و2.71% من الأعراق الأخرى و2.10% من عرقين مختلطين أو أكثر و5.82% من الهسبانيون أو اللاتينيون من أي عرق.
بلغ عدد الأسر 6,305 أسرة كانت نسبة 56.9% منها لديها أطفال تحت سن الثامنة عشر تعيش معهم، وبلغت نسبة الأزواج القاطنين مع بعضهم البعض 77.8% من أصل المجموع الكلي للأسر، ونسبة 5.6% من الأسر كان لديها معيلات من الإناث دون وجود شريك، بينما كانت نسبة 2.7% من الأسر لديها معيلون من الذكور دون وجود شريكة وكانت نسبة 13.9% من غير العائلات. تألفت نسبة 10.6% من أصل جميع الأسر من عدة أفراد يعيشون في نفس المنزل ونسبة 2% كانت تتألف من شخص يعيش بمفرده يبلغ من العمر 65 عاماً أو أكثر. وبلغ متوسط حجم الأسرة المعيشية 3.40، أما متوسط حجم العائلات فبلغ 3.69.
بلغ العمر الوسطي للسكان 28.6 عاماً. وكانت نسبة 31.7% من القاطنين تحت سن الثامنة عشر، وكانت نسبة 8.5% بين الثامنة عشر والرابعة والعشرين عاماً، ونسبة 28.8% كانت واقعةً في الفئة العمرية ما بين الخامسة والعشرين والرابعة والأربعين عاماً، ونسبة 12.8% كانت ما بين الخامسة والأربعين والرابعة والستين، ونسبة 3.2% كانت ضمن فئة الخامسة والستين عاماً فما فوق. يوجد لكل 100 أنثى 101.7 ذكر، ويوجد لكل 100 أنثى في الثامنة عشر من عمرها فما فوق 99.2 ذكر.
بلغ متوسط دخل الأسرة في المدينة 72,341 دولارًا، أما متوسط دخل العائلة فبلغ 76,858 دولارًا. وكان متوسط دخل الذكور 50,915 دولارًا مقابل 31,742 دولارًا للإناث. وسجل دخل الفرد الخاص بالمدينة 22,747 دولارًا. وكانت نسبة 1.8% من العائلات ونسبة 2.7% من السكان تحت خط الفقر، وكان من هؤلاء نسبة 3.1% تحت سن الثامنة عشر ونسبة 0% في الخامسة والستين من العمر وما فوق.

### تعداد عام 2010
بلغ عدد سكان درابر 42,274 نسمة بحسب تعداد عام 2010، وبلغ عدد الأسر 11,544 أسرة وعدد العائلات 9,469 عائلة مقيمة في المدينة. في حين سجلت الكثافة السكانية 544.7 نسمة لكل كيلومتر مربع (1,410.8/ميل2). وبلغ عدد الوحدات السكنية 12,125 وحدة بمتوسط كثافة قدره 156.2 لكل كيلومتر مربع (404.6/ميل2).
وتوزع التركيب العرقي للمدينة بنسبة 90.44% من البيض و1.41% من الأمريكيين الأفارقة و0.62% من الأمريكيين الأصليين و2.51% من الأمريكيين ذوي الأصول الآسيوية و0.44% من سكان جزر المحيط الهادئ و1.97% من الأعراق الأخرى و2.61% من عرقين مختلطين أو أكثر و7% من الهسبانيون أو اللاتينيون من أي عرق.
بلغ عدد الأسر 11,544 أسرة كانت نسبة 52.1% منها لديها أطفال تحت سن الثامنة عشر تعيش معهم، وبلغت نسبة الأزواج القاطنين مع بعضهم البعض 70.8% من أصل المجموع الكلي للأسر، ونسبة 7.7% من الأسر كان لديها معيلات من الإناث دون وجود شريك، بينما كانت نسبة 3.5% من الأسر لديها معيلون من الذكور دون وجود شريكة وكانت نسبة 18% من غير العائلات. تألفت نسبة 13.4% من أصل جميع الأسر من عدة أفراد يعيشون في نفس المنزل ونسبة 3.1% كانت تتألف من شخص يعيش بمفرده يبلغ من العمر 65 عاماً أو أكثر. وبلغ متوسط حجم الأسرة المعيشية 3.32، أما متوسط حجم العائلات فبلغ 3.69.
بلغ العمر الوسطي للسكان 30.7 عاماً. وكانت نسبة 33% من القاطنين تحت سن الثامنة عشر، وكانت نسبة 8.5% بين الثامنة عشر والرابعة والعشرين عاماً، ونسبة 32.9% كانت واقعةً في الفئة العمرية ما بين الخامسة والعشرين والرابعة والأربعين عاماً، ونسبة 20.3% كانت ما بين الخامسة والأربعين والرابعة والستين، ونسبة 5.4% كانت ضمن فئة الخامسة والستين عاماً فما فوق. وتوزع التركيب الجنسي للسكان بنسبة 53.6% ذكور و46.4% إناث.

## أعلام
- ديا فرامبتون
- غاري جيلمور
- روني لي غاردنر
- غريغ غودفري